# Konstanty Roman Jelski

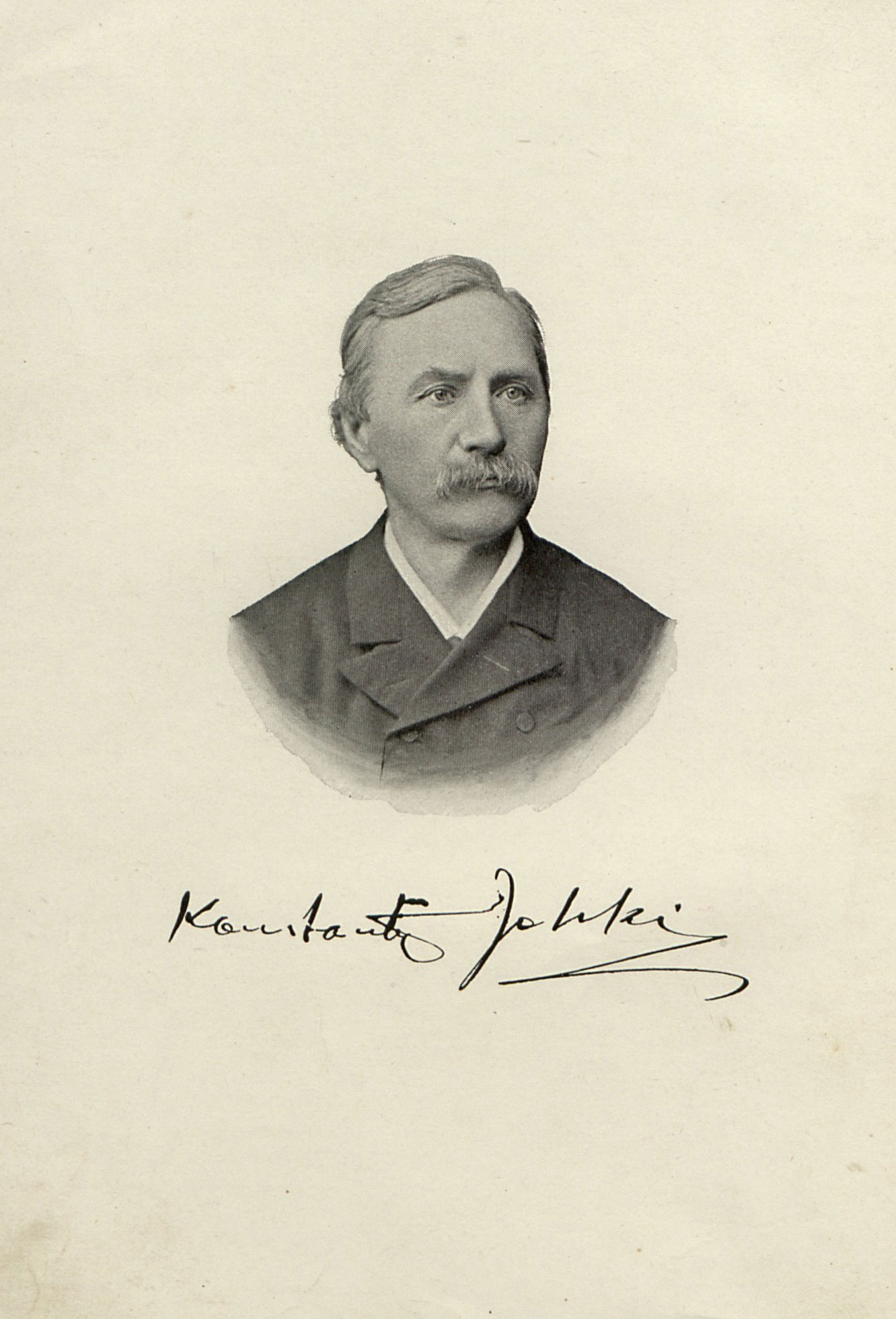
Konstanty Roman Jelski (1837–1896)

Konstanty Roman Jelski (deutsch: Constantin Jelski oder Konstantin Jelski; französisch: Constantine Jelski; * 17. Februar 1837 in Ljady im Gouvernement Minsk; † 26. November 1896 in Krakau) war ein polnisch-russischer Zoologe, Botaniker, Forschungsreisender sowie Kurator in Lima und Krakau.

## Leben und Wirken

### Herkunft und Familie
Sein Vater Konstanty Michał Jelski (1789–1850) war ein Armeekapitän im Herzogtum Warschau, seine Mutter Klotylda Moniuszko (1801–1872) die Schwester des Komponisten Stanisław Moniuszko. Er hatte acht Geschwister namens Aleksander (1824–1905), Leon Franciszek (1834–1901), Władysław (1835–1875), Konstanty Roman (1837–1896), Adam (1838–1915), Ksawery (1838–1904), Zofia (1829–1912), Maria Stanisława (um 1830–1914) und Michalina Paulina (1840–1930). Am 16. Oktober 1883 ehelichte er Helena Korsakówna in Krakau. Mit ihr hatte er die Kinder Konstancja, Antoni, Maria und Franciszek.

### Frühe Jahre
Nach dem Abitur 1853 in Minsk studierte Jelski zunächst drei Jahre Medizin in Moskau. Von 1856 bis 1860 folgte ein naturwissenschaftliches Studium in Kiew, das er mit dem Doktortitel abschloss. Seine These trug den Titel Anatomicheskoye issledovanie Lithoglyphus naticoides Fér. Unter Karl Fiódorovich Kessler war er 1857 und 1858 Teilnehmer zweier wissenschaftlichen Expeditionen. Zunächst wurde er Lehrer an einer Sekundarschule in Nowhorod-Siwerskyj und für Naturkunde an einem Gymnasium in Kiew. In dieser Zeit kommunizierte er u. a. mit Antoni Waga. Ab 1862 kümmerte er sich als Kurator um das hiesige zoologische Kabinett. Da 1863 der Januaraufstand begann, musste er vor der Polizei ins Ausland fliehen. Über Bessarabien floh er in die Türkei. Mit Hilfe eines polnischen Migranten namens Wolski bekam er zunächst Arbeit als Bahnbeamte und Geologe mit der Aufgabe die Möglichkeiten von Eisen-, Kupfer- und Kohlebergwerken in Kleinasien auszuloten. So erstellte er geologische Karten und sammelte in dieser Zeit hauptsächlich Mollusken und Insekten.

### Reisen
Als er 1865 nach Paris reiste, nahm er Kontakt mit Gérard Paul Deshayes, Jules und Édouard Verreaux sowie Émile Deyrolle auf, um seinen Traum vom Reisen zu verwirklichen. Er arbeitete für Deyrolle und als Gegenleistung für eine Käfersammlung unterstütze dieser Jelski, so dass er im Jahr 1865 als Apotheker in den Dienst der französischen Marine von Französisch-Guayana trat. Zusätzlich nahm er dort eine Lehrerstelle für Agrarwissenschaften und Botanik an, die ihm ermöglichte, sein Herbarium zu trocknen.
Von Cayenne aus unternahm er kürzere Reisen an den Approuague und nach Guisanbourg, nach Kourou, an den Fluss Kaw, nach Montagne d’Argent, an den Oyapock und dessen Nebenfluss Uassa  mit Aufenthalt in Saint-Georges. Ende 1865 hielt Jelski Vorlesungen in Botanik und Agrarwissenschaften am College in Cayenne. Bei einer Reise nach Saint-Laurent-du-Maroni nahm er erstmals Kontakt zu Władysław Taczanowski auf. Zunächst gingen seine Sammlungen nach Paris an Deyrolle, das Maison Verreaux oder Edmund Hartnack, bis er 1867 in den Dienst von Graf Konstanty Grzegorz Branicki (1824–1884) trat und für dessen Museum sehr viel Material aus Guyana und Peru sammelte.
Als er sich bei der französischen Mission am Oyapock von einer schweren Krankheit erholte, entschloss er sich weiter nach Bolivien zu ziehen. Bei der Reise traf er auf Edward Jan Habich (1835–1909), der auf dem Weg nach Lima war. Jelski beschloss mit ihm nach Lima zu gehen, um den italienischen Naturforscher Giovanni Antonio Raimondi dell’Acqua (1824–1890) zu besuchen. Bedingt durch die Freundschaft mit Habich und der Erkenntnis, dass das Gebiet um Lima viele Sammelmöglichkeiten eröffnete, beschloss er seine Reisepläne hinsichtlich Boliviens zu verwerfen.
In Peru sammelte er in Lima, der Provinz Huanta, der Provinz Tarma, in Amable María, in der Region Junín, in Maraynioc, in Palca, Pumamarca, im Distrikt Guadalupe, in der Provinz Pacasmayo, in Paucal und Nauchod. Aus Dankbarkeit gegenüber seinem Gönner Branicki schlug er den Namen für das von ihm gesammelte Pakarana (Dinomys branickii) vor. 1874 wurde er Kurator am staatlichen Naturmuseum in Lima, das auf der Sammlung von Raimondi basierte. Da er nun für das Museum in Lima sammelte, bat er Graf Branicki Ersatz für seine Dienste zu schicken. Dieser sendete ihm Jan Sztolcman als Nachfolger, den Jelski mit allen verfügbaren Informationen unterstützte, damit dieser erfolgreich für Branicki weiter sammeln konnte. Gemeinsam mit Sztolcman besuchte er die Nordküste mit Chimbote, Trujillo, Guadalupe und Chepén, dann die nördlichen Gebiete mit Tumbes, Lechugal, Santa Lucia und den Wald von El Palmal, der Teil des Santuario Nacional Los Manglares de Tumbes ist sowie die Provinz Cutervo mit Chota, der Provinz Hualgayoc, Tambillo und der Provinz Jaén.
Da die Zeiten unter Staatspräsident Manuel Pardo sehr unruhig waren, kehrte er 1878 zurück nach Europa und übernahm die Position des Kurators des Museums der physiographischen Kommission der Königlich-Kaiserlichen Gesellschaft der Wissenschaft in Krakau (Komisyja fizyograficzna c.k. Towarzystwa Naukowego Krakowskiego). Obwohl ihm die Systematik und Biologie der Tiere, und insbesondere der Vögel, bekannt waren, stammen aus seiner Feder keine größeren Veröffentlichungen. So publizierte nach seinem plötzlichen Tod sein Freund Józef Sowiński sein Manuskript Popularno-przyrodnicze opowiadania z pobytu w Gujanie francuskiej i po części w Peru (1865–1871) mit populär volkstümlichen Aufsätzen zur Fauna Guyanas und Perus. Einen ausgezeichneten Ruf erarbeitete er sich vor allem als fleißiger Sammler. Viele der Exponate wurden von Jean Louis Cabanis, Taczanowski und Sztolcman und vielen anderen Autoren neu für die Wissenschaft beschrieben. Mit Sztolcman sammelte er beispielsweise bei Huarango im Norden Perus das Typusexemplar des Taczanowskikolibris.

## Dedikationsnamen
Jean Louis Cabanis ehrte ihn 1873 im Namen der Kastanienbauch-Bergtangare (Iridosornis jelskii), 1874 im Fahlkehl-Erdhacker (Upucerthia jelskii) und Władysław Taczanowski 1883 im Rostbürzel-Schmätzertyrann (Silvicultrix jelskii). Die Orbignyzwergspecht-Unterart Picumnus dorbignyanus jelskii (Taczanowski, 1882) und die Schwalbennymphen-Unterart Thalurania furcata jelskii (Taczanowski, 1874) wurden ihm ebenfalls gewidmet. Außerdem findet sich sein Name in Metallura jelskii (Cabanis, 1874), ein Synonym für das Schwarzbauch-Glanzschwänzchen (Metallura phoebe (Lesson, RP & Delattre, 1839)), Xenicopsoides montanus jelskii Sztolcman (1926), ein Synonym für die Weißbrillen-Blattspäher-Unterart Anabacerthia striaticollis montana (Tschudi, 1844), Empidonomus jelskii (Sztolcman, 1926), ein Synonym für die Schuppenrücken-Maskentyrann-Unterart Empidonomus varius rufinus (von Spix, 1825) und Spodiornis jelskii (Taczanowski, 1886), ein Synonym für den Schieferämmerling (Haplospiza rustica (Tschudi, 1844)).
Oldfield Thomas beschrieb 1894 die Ornate Andenfeldmaus (Abrothrix jelskii), die Jelski 1872 in der Region Junín gesammelt hatte. Bei Mustella jelskii (Taczanowski, 1881) handelt es sich um ein Synonym für die Langschwanzwiesel-Unterart (Mustela frenata macrura (Taczanowski, 1874)). Carlo Emery widmete ihm 1893 die Drüsenameisenart Azteca jelskii, Gustav Mayr 1884 die Knotenameisenart Pheidole Jelskii. Edward John Miers bedachte ihn 1877 in der Garnelenart Macrobrachium jelskii, Franz Steindachner 1877 in der Echten Salmler-Art Hemibrycon jelskii, Wilhelm Peters 1873 die Anden-Pfeifffrösche-Art Telmatobius jelskii, Taczanowski 1871 die Springspinnen-Art Rhene jelskii, 1872 die Krabbenspinnen-Art Tmarus jelskii und die Echte-Radnetzspinnen-Art Wagneriana jelskii, Frederick Octavius Pickard-Cambridge 1896 die Vogelspinnenartige-Art Linothele jelskii, Herbert Walter Levi 1986 die Dickkieferspinnen-Art Chrysometa jelskii, Charles Oberthür 1881 die Eulenfalter-Art Andesobia jelskii, die Spanner-Art Heterusia jelskiaria, die Ritterfalter-Unterart Papilio warscewiczi jelskii, die Eulenfalter-Art Polia jelskii, 1883 der Spanner-Art Sabulodes jelskii, Prinz Ladislas Lubomirski (1824–1882) 1879 die Schnauzenschnecken-Art Bulimus jelskii, Władysław Polinski 1922 die Schließmundschnecken-Art Incania jelskii, Hippolyte Crosse 1865 die Schlitzturmschnecken-Art Polystira jelskii und Tomasz Wilhelm Pyrcz 2004 Pedaliodes jelskii die Edelfalter-Art.
Mit Jelskia ehrte ihn Taczanowski 1871 in einer neuen wissenschaftlichen Gattung, die er für Lyssomanes unicolor und Lyssomanes longipes einführte. Somit war der Name bereits vorbelegt für Jelskia Bourguignat, 1877 und darf heute nach den Internationalen Regeln für die Zoologische Nomenklatur nicht verwendet werden.
Adolph Eduard Grube beschrieb 1874 Artemia jelskii, die Jelski aus Callao an August Wrześniowski gesendet hatte und heute als Nomen nudum betrachtet wird.
Neben der Zoologie wurde er in zahlreichen botanischen Namen bedacht. So beschrieben Ignaz von Szyszylowicz, Karl von Fritsch Jun., Eduard Hackel, Georg Hans Emmo Wolfgang Hieronymus, Carl Christian Mez, Paul Carpenter Standley und Alexander Zahlbruckner viele seiner gesammelten Pflanzen und ehrten ihn sehr oft in ihren Beschreibungen.

## Publikation (Auswahl)
- Anatomiczeskoje isledowanie „Lithoglyphus naticoides Fer.”, Razsuzdienie napisannoje dla połuczenia stiepieni magistra zoologii. J. Tip i A. Davidenko, Kiwe 1862.
- O małakołogiczeskoj faunie okrestnostiej Kijewa. Izw. 2 Sjezda Jestispt, Kiew 1862, S. 187–194.
- Note sur la faune malacologique des environs de Kieff (Russie). In: Journal de Conchyliologie (= 3). Band 3, 1863, S. 129–137 (biodiversitylibrary.org).
- O wzajemnym związku geologicznych zjawisk. In: Wiadomosci z nauk przyrodzonych. Band 1, 1880, S. 90–101 (rcin.org.pl).
- NO powstawaniu krzemieni. In: Rozprawy i Sprawozdania z Posiedzeń Wydziału Matematyczno-Przyrodniczego Akademii Umiejętności. Band 11, 1884, S. XCV–XCVIII (wbc.poznan.pl – 375-378).
- Rapports des phénomènes géologiques entre eux. In: Bulletin de la Societé Géologique de France (= 3). Band 13, 1885, S. 581–586 (biodiversitylibrary.org).
- Wiadomosc o prawdopodobnem znajdowaniu cieszynitu koło Szczawnicy. In: Rozprawy i Sprawozdania z Posiedzeń Wydziału Matematyczno-Przyrodniczego Akademii Umiejętności. Band 15, 1887, S. XXXV–XXXXVI (wbc.poznan.pl – 336-337).
- Popularno-przyrodnicze opowiadania z pobytu w Gujanie francuskiej i po części w Peru (1865–1871). W druk. „Czasu” Fr. Kluezyckiego I Spolki, Krakau 1898 (fbc.pionier.net.pl).